# Satyrium princeae
Satyrium princeae är en orkidéart som beskrevs av Friedrich Fritz Wilhelm Ludwig Kraenzlin. Satyrium princeae ingår i släktet Satyrium och familjen orkidéer. Inga underarter finns listade i Catalogue of Life.